# Telamona coronata
Telamona coronata är en insektsart som beskrevs av Ball. Telamona coronata ingår i släktet Telamona och familjen hornstritar. Inga underarter finns listade i Catalogue of Life.